# Atentado de Muchamiel
El atentado de Muchamiel consistió en un intento de ataque con coche bomba perpetrado el 16 de septiembre de 1991 por la organización terrorista ETA, tomando como objetivo la residencia de los agentes de la Guardia Civil y sus familias en la localidad de Muchamiel, Alicante (España). El intento fracasó sin embargo, cuando la policía local consideró el coche como un vehículo abandonado, sin reparar en que contenía los explosivos que detonaron mientras era remolcado. Dos agentes de policía y el civil que transportaba el automóvil murieron, en el atentado más mortífero de los cuarenta cometidos por ETA en la provincia de Alicante entre 1979 y 2004.

## El atentado
Para finales del verano de 1991, ETA había consolidado como parte de su modus operandi el atentado contra las casas cuartel de la Guardia Civil: cuatro años antes, el ataque contra la residencia de Zaragoza se cobró once vidas; y tres meses y medio antes, diez personas habían muerto en otro similar en Vich. El cuartel de Muchamiel albergaba a seis guardias civiles, tres de ellos casados y que vivían allí con sus familias.
Para llevar a cabo la tentativa de atentado, los miembros de ETA emplearon un Ford Fiesta con matrícula falsa, que habían robado meses antes en el País Vasco, y lo cargaron con 50 kg de explosivos. Después, utilizaron una barra antirrobo conectada al volante para guiar la dirección, encendido y engranajes, y empujaron el automóvil sin conductor hacia la casa cuartel. Sin embargo, fracasaron en su objetivo y el coche chocó contra la pared de un banco cercano, siendo abandonado allí por los militantes. Una hora más tarde, los empleados del banco llegaron para empezar su jornada laboral y notificaron a la policía local la presencia del vehículo. Creyendo que estaban tratando con un simple accidente de tráfico, posiblemente causado por un conductor ebrio que habría entrado en pánico y huido del lugar, la policía ordenó que el coche fuera recogido por la grúa municipal. Una vez dentro del depósito, la bomba estalló, falleciendo al instante el conductor de la grúa y los dos policías locales que lo acompañaban. Otras veintisiete personas resultaron heridas.
Las víctimas fueron Francisco Cebrián Cabezas, José Luis Jiménez Vargas y Víctor Manuel Puertas Viera.

## Repercusiones
En 1995, Gonzalo Rodríguez Cordero y José Gabriel Zabala Erasun fueron condenados a 136 años de prisión por utilización ilegítima de vehículos de motor, sustitución de placas de matrícula, tenencia de explosivos y como participantes en un delito de atentado, tres de asesinato, cuatro de lesiones y uno de terrorismo.
En enero de 2007 se acordó que tres calles de la localidad fueron renombradas en memoria de las víctimas. En el lugar de la explosión, hoy se levanta un edificio de viviendas en cuya fachada una placa recuerda lo ocurrido.
En 2021, coincidiendo con el 30 aniversario, se inauguró un monumento conmemorativo cerca del lugar del atentado.